# Archives municipales de Barcelone
Les Archives municipales de Barcelone (en catalan : Arxiu Municipal de Barcelona) sont les archives qui traitent de la gestion et de l'organisation du patrimoine documentaire constitué à la fois des fonds provenant de la mairie de Barcelone et de ses organes sous tutelle, ainsi que des fonds et collections que les citoyens déposent pour leur conservation. Toutes sortes de médias sont conservés, du parchemin aux documents numériques.
Les archives municipales de Barcelone sont constituées aujourd'hui d'un réseau de centres situés dans différentes parties de la ville : Archives historiques de la ville de Barcelone, Archives municipales contemporaines de Barcelone, Archives photographiques de Barcelone, réseau d'archives municipales de district, archives centrales sectorielles et d'entreprises.

## Centres
Les Archives municipales de Barcelone sont constituées d'un réseau de centres :
- Archives historiques de la ville de Barcelone ;
- Archives municipales contemporaines de Barcelone ;
- Archives photographiques de Barcelone ;
- le réseau des archives municipales de districts, au nombre de dix, dans chacun des dix districts de Barcelone :
  - Ciutat Vella : Archives du district de la vieille ville (ca) ;
  - Eixample : Archives du district de l'Eixample (ca) ;
  - Sants-Montjuïc : Archives du district de Sants-Montjuïc (ca) ;
  - Les Corts ;
  - Sarrià-Sant Gervasi ;
  - Gràcia : Archives du district de Gràcia (ca) ;
  - Horta-Guinardó ;
  - Nou Barris ;
  - Sant Andreu ;
  - Sant Martí : Archives du district de Sant Martí (ca) ;
- les archives centrales de secteurs et d'entreprises :
  - Archives centrales de droit social (Arxiu Central de Drets Socials) ;
  - Archives centrales de sécurité et prévention (Arxiu Central de Seguretat i Prevenció) ;
  - Archives centrales d'écologie urbaine (Arxiu Central d'Ecologia Urbana) ;
  - Archives centrales des ressources humaines (Arxiu Central de Recursos) ;
  - Archives centrales de l'Institut de culture (Arxiu Central de l'Institut de Cultura) ;
  - Archives centrales de l'Institut municipal des impôts de Barcelone (Arxiu Central de l'Institut Municipal d'Hisenda de Barcelona) ;
  - Archives centrales de l'habitat de Barcelone (Arxiu Central del Patronat Municipal de l'Habitatge de Barcelona) ;
  - Département des archives et de documentation générale de l'Auditori et de l'orchestre symphonique de Barcelone (Departament d'arxiu i documentació general del Consorci de l'Auditori i l'Orquestra).